# Гобник
Гобник (словен. Gobnik) — поселення в общині Літія, Осреднєсловенський регіон, Словенія. Висота над рівнем моря: 530 м.